# Glyptoceridion quincunx
Glyptoceridion quincunx är en skalbaggsart som först beskrevs av Thomson 1867.  Glyptoceridion quincunx ingår i släktet Glyptoceridion och familjen långhorningar. Inga underarter finns listade i Catalogue of Life.